# Sobrediagnòstic
El sobrediagnòstic és diagnosticar una malaltia que mai causarà símptomes o la mort del pacient. Es tracta d'un problema, ja que converteix les persones en malalts sense necessitat, i condueix a tractaments que només poden causar dany, en no aportar cap benefici a la seva salut.
El sobrediagnòstic ocorre quan una malaltia es diagnostica correctament, però el diagnòstic és irrellevant. Un diagnòstic correcte pot ser irrellevant ja sigui perquè el tractament de la malaltia no està disponible, no és necessari, o no és desitjat. No és un procés innocu, ja que origina nombrosos problemes tant per al pacient que el pateix, com pels costos afegits que impliquen per al sistema sanitari.

## Danys del sobrediagnòstic
Encara que afecta qualsevol tipus de malaltia, el seu significat és més dramàtic en els casos de sobrediagnòstic de càncer. La paradoxa fonamental de la detecció primerenca del càncer és que mentre a unes persones els serveix d'ajuda, a altres aquest diagnòstic els perjudica. Les persones diagnosticades en excés no poden beneficiar-se de la detecció ni del tractament del seu «càncer», perquè el càncer no estava destinat a causar símptomes observables ni la mort.
Hi ha tres categories de danys associats al sobrediagnòstic:
1. Efectes físics  del diagnòstic i tractaments innecessaris: Totes les intervencions mèdiques tenen efectes secundaris. Això és particularment cert en els tractaments de càncer. La cirurgia, la radioteràpia i la quimioteràpia plantegen diferents graus de morbiditat i incrementa el risc de mortalitat.
2. Efectes psicològics : Provoca una càrrega emocional indesitjable, simplement perquè els pacients són etiquetats com a «malalts», i s'associa a un augment de la vulnerabilitat de l'individu.
3. Càrrega econòmica : No només els costos associats al tractament (dels quals el pacient no se'n pot beneficiar, ja que la malaltia no els representa cap amenaça), sinó també un possible augment en el cost de l'assegurança sanitària o fins i tot la incapacitat per obtenir-la.

Mentre que s'identifiquen els resultats falsos positius com el principal inconvenient per a la detecció del càncer, hi ha dades que suggereixin que quan els pacients són informats sobre el sobrediagnòstic, estan molt més preocupats per l'excés de diagnòstic que pels resultats falsos positius.

## Diferències entre sobrediagnòstic i resultat fals positiu
El sobrediagnòstic sovint es relaciona amb el terme fals positiu d'una prova mèdica, però són dos conceptes diferents. Un resultat fals positiu d'una prova es refereix a una exploració complementària que suggereix la presència de la malaltia, però que en última instància va resultar ser un error (en general es detecta en una segona revisió, més precisa). Als pacients amb resultats falsos positius se'ls informa que no tenen la malaltia i no són tractats; en canvi, als pacients sobrediagnosticats se'ls informa que tenen la malaltia i en general reben tractament.

## El sobrediagnòstic origina biaixos en les estadístiques de supervivència
El sobrediagnòstic contribueix de manera desproporcionada a un diagnòstic precoç de les condicions letals. Té l'efecte d'incrementar les estadístiques de supervivència. Com més se sobrediagnostica més s'incrementen els índexs de supervivència, concloent que el diagnòstic precoç contribueix a aquest efecte, la qual cosa, al seu torn, anima a realitzar més proves, i a seguir sobrediagnosticant.